# Platycercus eximius

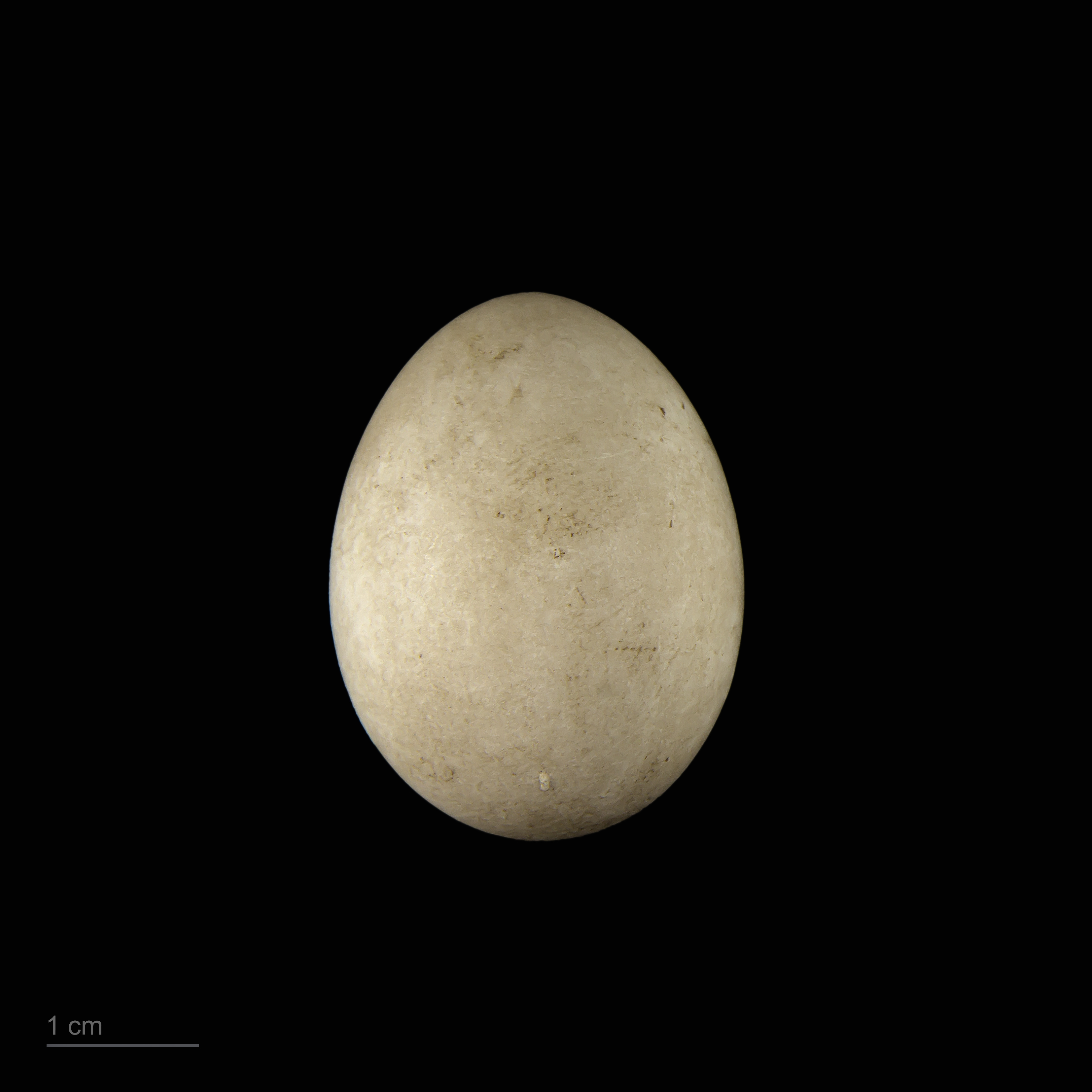
Platycercus eximius

Platycercus eximius là một loài chim trong họ Psittacidae.
Đây là loài bản địa từ phía đông nam của châu Úc và Tasmania. Chúng đã được du nhập tới New Zealand, nơi các quần thể hoang dã được tìm thấy ở đảo Bắc (đặc biệt là ở nửa phía bắc của hòn đảo và trong Thung lũng Hutt) và trên các ngọn đồi xung quanh Dunedin ở đảo Nam.